# Уордс
Уо́рдс (англ. Wards Island) — остров приблизительно квадратной формы площадью 1,03 км², входящий в состав Нью-Йорка. Остров расположен в месте слияния проливов Харлем и Ист-Ривер между Манхэттеном, Бронксом и Куинсом. От Бронкса остров отделяет пролив Бронкс-Килл. Остров Уордс объединён с некогда отдельным от него островом Рандалс.
До прихода европейцев остров Уордс носил индейское название Тенкенас (англ. Tenkenas). В 1637 году острова Уордс и Рандалс перешли в собственность губернатора Новых Нидерландов Вутера ван Твиллера. Остров был назван Гроте-Барент в честь обосновавшегося здесь фермера Барента Янсена. В те годы земли островов использовались в основном под пахотные угодья. На острове Уордс их насчитывалось около 80 га.
Во время революции британцы использовали остров в качестве военного форпоста. В 1784 году острова перекупили фермеры Джонатан Рэндалл и Джеспер и Бартоломью Уорды. Острова носят полученные в честь них названия и поныне. Основанная Уордами ферма не имела успеха, и вместо неё они соорудили на острове бумагопрядильню. Кроме того, Уорды поспособствовали сооружению первого моста, соединяющего их остров и Гарлем.
В 1840 году на остров было перенесено около 1000 захоронений с бедняцкого кладбища в Брайант-парке. Спустя 7 лет на острове был возведён эмигрантский приют. В 1860 году на острове начал функционировать пункт приёма иммигрантов. После того, как в 1892 году пункт приёма был построен на острове Эллис, здания были заняты психиатрической лечебницей. Кроме него на острове в разные годы находились оспенный карантинный пункт, тюрьма для несовершеннолетних, и лечебница для алкоголиков. Впоследствии медицинские заведения частично переехали на расположенный южнее остров Рузвельт.
В 1930-х годах на острове была обоснована штаб-квартира агентства мостов и туннелей компании MTA. Под его управлением оба острова были опоясаны сложной системой мостов общей протяжённостью около 27 км. В те же годы протока между островами была засыпана. Кроме того, в 1937 году на острове была построена одна из крупнейших в мире очистных станций. Позже она стала использоваться пожарными в качестве тренировочной базы. В 1955 году остров был выкуплен правительством Нью-Йорка, после чего он вновь использовался под кладбище, госпиталь для малообеспеченных иммигрантов и в качестве дополнительного пункта приёма иммигрантов. Ныне на острове расположено несколько обширных спортивных комплексов на открытом воздухе, в том числе несколько футбольных полей.

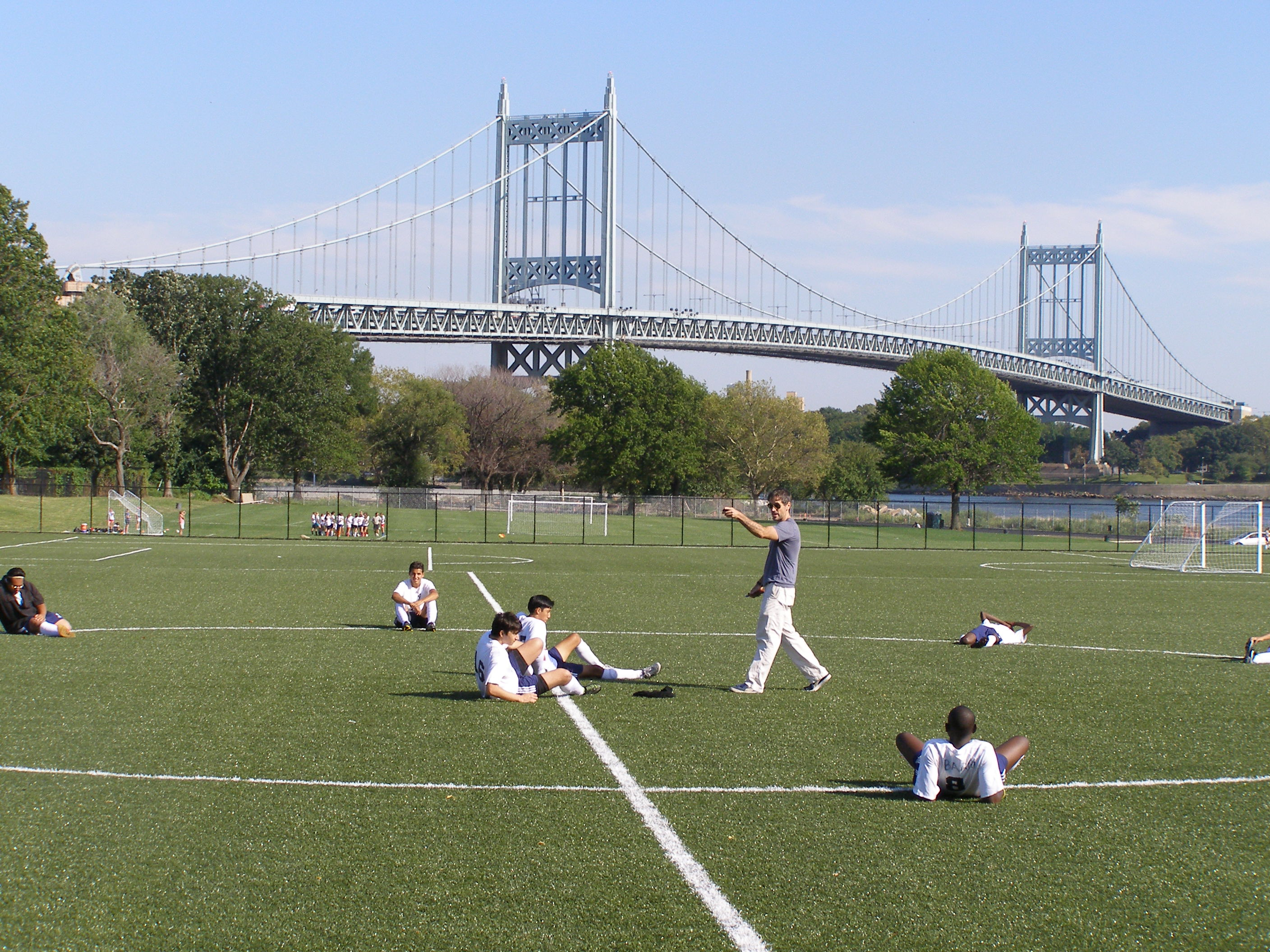
Футбольные поля на острове